# Rosine Wallez
Rosine Wallez (Oudenaarde,  28 april 1957) is een voormalige Belgische atlete, die was gespecialiseerd in de sprint en de  middellange afstand. Zij nam tweemaal deel aan de Olympische Spelen en veroverde op vier verschillende onderdelen vijftien Belgische titels. 

## Biografie
Wallez startte met atletiek in 1971. Onder leiding van trainer Roger Verheuen groeide ze uit tot de beste Belgische 400 meterloopster ooit. Ze  werd  dat jaar Belgisch kampioene op de 400 m bij de cadetten. Het jaar nadien behaalde ze de cadettentitels op de 200 m en het veldlopen. Ze haalde als vijftienjarige al de bronzen medaille op het BK AC. In 1973 werd ze voor het eerst Belgisch kampioene AC op de 200 m en bij het verspringen. Bij de scholieren haalde ze dezelfde titels binnen. Dat jaar nam ze ook voor het eerst deel aan het Europees kampioenschap voor junioren. Ze behaalde in Duisburg de bronzen medaille op de 400 m. Twee jaar later zou ze dit in Athene nog eens overdoen.
In 1974 nam Wallez in Rome voor het eerst deel aan de Europese kampioenschappen. Ze haalde zowel op de 200 m als op de 400 m de halve finale. Vier jaar later werd ze uitgeschakeld in de reeksen van de 400 m. In 1982 haalde ze de halve finale op de 800 m.
Rosine Wallez nam voor het eerst deel aan de Olympische Spelen van 1976 in Montréal, waar ze uitkwam op de 400 m. Ze werd uitgeschakeld in de kwartfinale. Vier jaar later verbeterde ze op de Olympische Spelen van 1980 in Moskou in de reeksen het Belgisch record op de 400 m tot 52,00 s, een record dat pas 25 jaar later zou verbeterd worden door Kim Gevaert. In totaal verbeterde ze dertienmaal een Belgisch record bij de junioren en vijfentwintigmaal bij de senioren.

### Clubs
Wallez was aangesloten bij KASV Oudenaarde en AV Toekomst. Sinds 2008 organiseert KASVO de atletiekmeeting Ereprijs Rosine Wallez.

## Belgische kampioenschappen
| Onderdeel    | Jaar                                     |
| ------------ | ---------------------------------------- |
| 200 m        | 1973, 1974                               |
| 400 m        | 1974, 1975, 1977, 1978, 1980, 1981, 1982 |
| 400 m indoor | 1978, 1979, 1980, 1982                   |
| 800 m        | 1983                                     |
| verspringen  | 1973                                     |

## Persoonlijke records
| Onderdeel    | Prestatie       | Datum             | Plaats                 |
| ------------ | --------------- | ----------------- | ---------------------- |
| 200 m        | 23,64 s         | 9 augustus 1975   | Brussel                |
| 400 m        | 52,00 s (ex-NR) | 25 juli 1980      | Moskou                 |
| 800 m        | 2.02,07         | 6 september 1982  | Athene                 |
| 400 m horden | 58,61 s         | 20 september 1975 | Brussel                |
| verspringen  | 6,10 m          | 8 juni 1975       | Sint-Lambrechts-Woluwe |

## Palmares

### 200 m
- 1972:  BK AC
- 1973:  BK AC - 24,1 s
- 1974:  BK AC - 23,9 s
- 1974: 7e in ½ fin. EK in Rome - 24,03 s
- 1975:  BK AC
- 1977:  BK AC
- 1978:  BK AC

### 400 m
- 1973:   EK junioren in Duisburg - 53,68 s
- 1974:  BK AC - 53,7 s
- 1974: 7e in ½ fin. EK in Rome - 53,02 s
- 1975:  BK AC - 53,74 s
- 1975:   EK junioren in Athene - 52,55 s (NR)
- 1976: ½ fin. EK indoor in München – 55,39 s
- 1976: 6e in ¼ fin. OS in Montréal - 53,04 s
- 1977:  BK AC - 53,24 s
- 1978:  BK indoor AC
- 1978:  BK AC - 53,43 s
- 1978: 5e in reeks  EK in Praag - 53,99 s
- 1979:  BK indoor AC
- 1979:  BK AC
- 1980:  BK indoor AC
- 1980: ½ fin. EK indoor in Sindelfingen – 53,70 s
- 1980:  BK AC - 52,13 s
- 1980: 5e in reeks OS in Moskou – 52,00 s (NR)
- 1981:  BK AC - 53,34 s
- 1982:  BK indoor AC
- 1982:  BK AC - 53,51 s
- 1984:  BK AC

### 800 m
- 1982: reeks EK indoor in Milaan – 2.05,50
- 1982: 8e in ½ fin. EK in Athene  – 2.03,70 (in reeks 2.02,07)
- 1983:  BK AC – 2.05,84

### verspringen
- 1973:  BK AC – 5,94 m

### 4 x 100 m
- 1973: 7e EK junioren in Duisburg – 47,00 s

### 4 x 400 m
- 1975: 4e EK junioren in Athene – 3.39,2
- 1978: 6e in reeks EK  in Praag – 3.33,4
- 1980: 7e OS in Moskou – 3.31,6 (NR 3.30,7 in reeksen)

## Onderscheidingen
- 1973: Grote Feminaprijs van de KBAB